# (35016) 1981 EC7
1981 إي سي 7 (ويعرف أيضًا باسم (35016) 1981 إي سي 7 وفق تسمية الكوكب الصغير) (بالإنجليزية: 1981 EC7)‏ هو كويكب ضمن حزام الكويكبات؛ وترتيبه 35016 من حيث الاكتشاف.
اكتُشف هذا الجُرم الفلكي بواسطة شيلت جون بوبي في 6 مارس 1981.

## وصلات خارجية
- (35016) 1981 EC7 في قاعدة بيانات مختبر الدفع النفاث لأجرام النظام الشمسي الصغيرة

- الاكتشاف · مخطط المدار ·  العناصر المدارية · المعلمات المادية

- (35016) 1981 EC7 على موقع ويكي سكاي: DSS2, SDSS, GALEX, IRAS, Hydrogen α, X-Ray, Astrophoto, Sky Map, Articles and images